# Lebršnik
Lebršnik (cirílico serbio: Лебршник) es una montaña de la municipalidad de Gacko, República Srpska en la parte este de Herzegovina (Bosnia y Herzegovina). Tiene una altura de 1985 metros.